# 360. peruť RAF
360. peruť (anglicky No. 360 Squadron) je bývalá peruť Royal Air Force určená pro výcvik elektronického boje.

## Historie
Peruť vznikla splynutím příslušníků 831. námořní peruti Fleet Air Arm (do té doby užívající letouny Fairey Gannet ECM.6) a letky „B“ 97. peruti Royal Air Force (operující se stroji English Electric Canberra) na základně RAF Watton 1. dubna 1966. Útvar byl zprvu znám jako Joint Electronic Warfare Trials and Training Force („Společné síly pro výcvik a testování elektronického boje“), než mu bylo 23. září 1966 přiděleno označení 360. peruť Royal Air Force/Royal Navy (No. 360 [RN/RAF] Squadron). Peruť užívala řadu variant typu Canberra: B.2, T.4 (pro výcvik pilotů), jednu B.6, PR.7 a E.17. První Canberra typu T.17 jí byla přidělena před Vánoci 1966, a typ ve službě setrval až do rozpuštění útvaru v říjnu 1994. 
Sesterská jednotka, 361. peruť RAF, byla zformována v lednu 1967, s určením pro  službu na Dálném východě. Po revizi britské obranné politiky v roce 1967 však byla shledána nadbytečnou a v červenci téhož roku opět rozpuštěna. 
360. peruť byla v dubnu 1967 přeložena na základnu RAF Cottesmore, a v roce 1973 jí byl udělen oficiální znak, zachycující trojzubec (symbolizující podíl Royal Navy) na němž sedí můra druhu Melese laodamia s rozepjatými křídly, která znázorňuje unikátní roli jednotky, neboť se jedná o druh, který vyluzuje ultrazvuk, jímž mate „radary“ hmyzožravých netopýrů.
V září 1975 byla peruť opět přesunuta, tentokrát na základnu RAF Wyton, kde setrvala až do října 1994 kdy byla rozpuštěna, a její roli převzala civilní společnost Flight Refuelling Ltd.
V roce 1991 360. peruť oslavila 25 let existence, a byla jí udělena perutní standarta. Peruť byla v mnoha ohledech jedinečným útvarem Royal Air Force – svou rolí; svým číslem, které nebylo předtím nikdy použito; a také tím, že jde o jedinou peruť RAF která vznikla, získala standartu a poté zanikla během vlády Alžběty II.

## Užívaná letadla

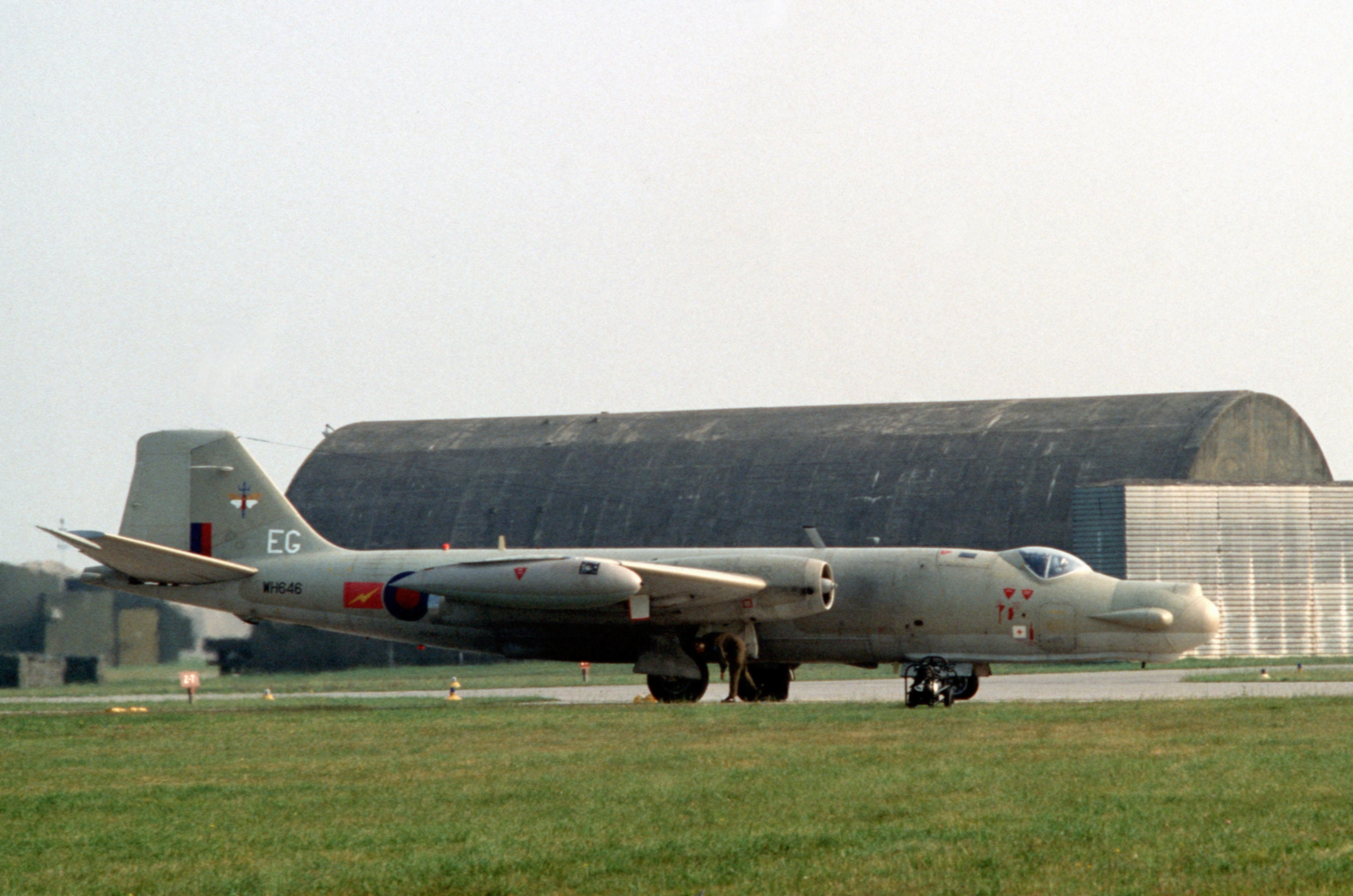
English Electric Canberra T.17 360. peruti na základně Aviano, Itálie.

| Od            | Do          | Letadlo                   | Varianta |
| ------------- | ----------- | ------------------------- | -------- |
| Duben 1966    |             | English Electric Canberra | T.4      |
| Září 1966     | Květen 1967 | English Electric Canberra | B.6      |
| Září 1966     | Srpen 1967  | English Electric Canberra | B.2      |
| Prosinec 1966 | Říjen 1994  | English Electric Canberra | T.17     |
| Září 1991     | Říjen 1994  | English Electric Canberra | PR.7     |
| Září 1991     | Říjen 1994  | English Electric Canberra | E.15     |

## Základny peruti
| Od             | Do             | Základna       |
| -------------- | -------------- | -------------- |
| 1. dubna 1966  | 21. dubna 1969 | RAF Watton     |
| 21. dubna 1969 | 1. září 1975   | RAF Cottesmore |
| 1. září 1975   | 31. října 1994 | RAF Wyton      |